# Иткаринский водопад
Иткари́нский водопад — слабоминеральный источник на берегу реки Томь, расположен в 2 км от села Иткара Яшкинского района Кемеровской области.
Является аналогом более известного минерального источника Таловские чаши в Томской области. Вода слабоминеральная, магнезиально-кальциевая гидрокарбонатная; отнесена к столовой воде (применяется без назначения врача).
Водопад ниспадает с 4-метрового уступа коренного берега реки Томь. На коренном берегу произрастает смешанный хвойно-лиственный лес (сибирский кедр, берёза, сосна, осина).
На коренном берегу над водопадом расположена небольшая, заросшая высокой травой, опушка. Опушка была когда-то, по легенде, местом жительства местных пашенных людей (крестьян), спасающихся от частых набегов кочевников тем, что они подрубали свои землянки (обрушивали свой дом) и уходили глубоко под землю в толщу, выжидая ухода врага и спасая тем самым свою жизнь. После ухода восстанавливали свой хутор, возрождая сельское хозяйство.

## Туризм
В пойменной части берега есть площадки для туристского бивака (костровища, места для палаток).
Посещение водопада включено в программу самодеятельного пешеходного и водного спортивного туристского маршрута 1-й категории сложности от музея-заповедника «Томская писаница» (наскальные рисунки у деревни Писаная Яшкинского района) до села Яр Томской области (протяжённость — 130 км). Веловерсию самодеятельного похода к кузбасской достопримечательности разрабатывает и реализует томский велоклуб, автомобильную версию — томский клуб внедорожников «4×4».
Открытые для участия туристов и журналистов походы по Нижнему Притомью с посещением Иткаринского водопада ежегодно с 12 июня проводятся походы выходного дня. Нитка маршрута: Томск — Тайга — Яшкино (2 электропоезда) — Саломатово — Иткара (автобус) — Иткаринский водопад — пешком вдоль реки Томь через Сосновый Острог — поймы Томи с посещением Конопляного (Льняного) озера и Поповского озера с выходом на Юрты Константиновы к деревне Усть-Сосновка (брод через реку Сосновку) с посещением в береговой зоне Аникина Камня и Бойцового Камня. Завершение пешеходной части маршрута в селе Яр Томской области и выезд оттуда в Томск на пригородном автобусе.
Ближайшие достопримечательности: деревня Иткара, в ней Иткаринский «сибирский баобаб» (тополь в шесть обхватов рук), местное захоронение по сибирским традициям с закладными камнями, «сибирские джунгли» в устье реки Большая Еловка (труднопроходимые заросли тальника, захламлённые весенним плавнем, поросшие «сибирскими лианами» — повиликой; 2 км ниже по течению Томи).

## Охрана природы
С увеличением потока туристов возникла необходимость защиты достопримечательностей от посетителей, оставляющих мусор. Для таких посещаемых и уникальных мест существуют рекомендации: весь сжигаемый мусор сжигать, несжигаемый мусор вывозить (выносить) до тех мест, где возможна их утилизация. Для использования необходимо оборудование навесов, мусорных баков (ям), оформление площадок под установку палаток. После создания необходимой инфраструктуры — формирование егерской службы из местного населения с полномочиями экологической полиции.